# Saint-Sauveur-Marville
Saint-Sauveur-Marville è un comune francese di 953 abitanti situato nel dipartimento dell'Eure-et-Loir nella regione del Centro-Valle della Loira.

## Società

### Evoluzione demografica
Abitanti censiti